# Missions de Petersberg

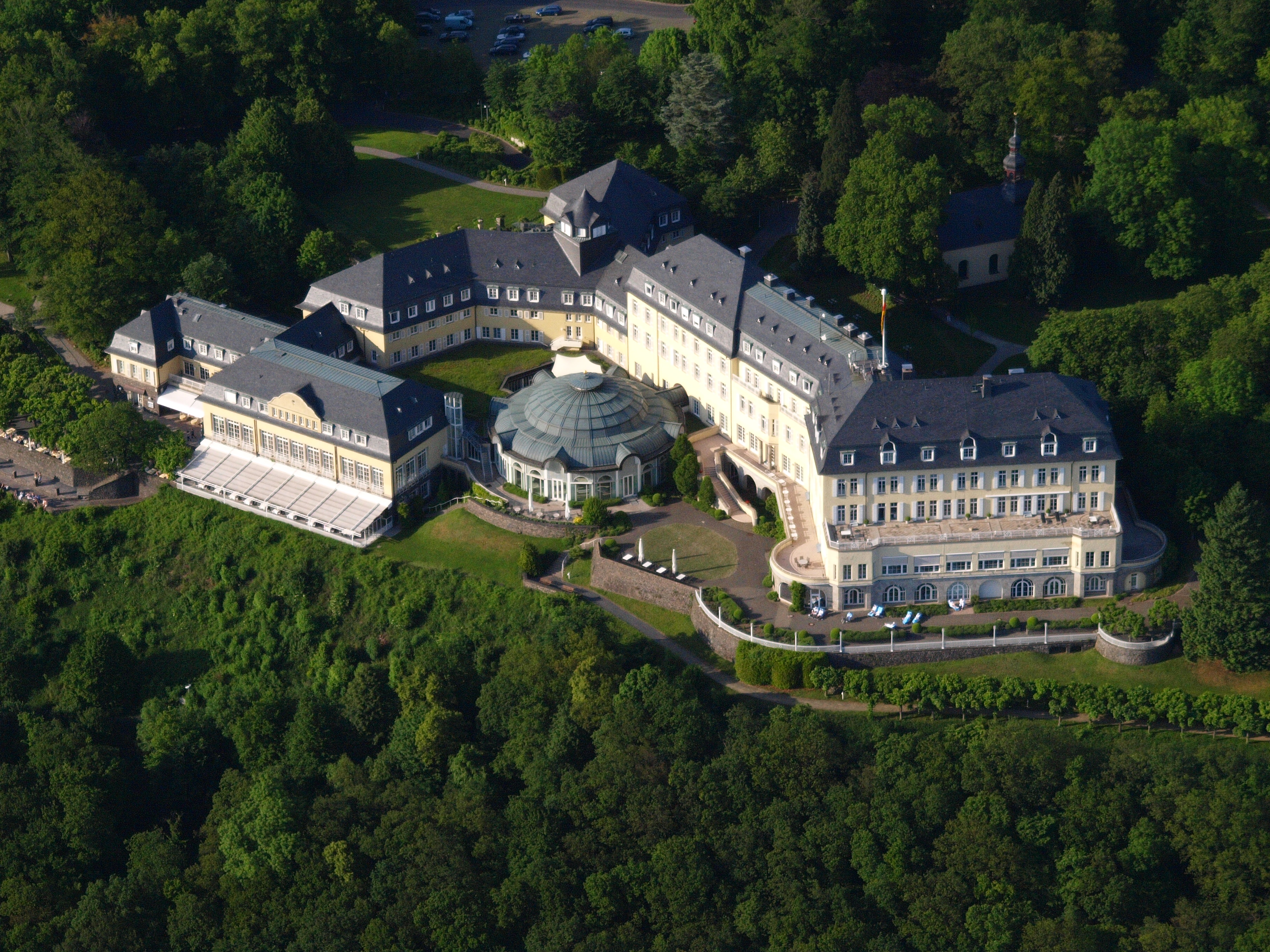
Hotel Petersberg.

Les missions de Petersberg sont une série de missions (humanitaires, de maintien de la paix, de forces de combat) que doit mener l'Union de l'Europe occidentale. Elles ont été décidées en 1992 à Petersberg, en Allemagne, par les États membres de l'UEO. Cette missions doivent être réalisées en coopération avec l'Union européenne, dont tous les membres de l'UEO font partie, et avec l'OTAN. 
Ce concept a été repris par l'Union européenne qui englobait les 10 États membres de l'UEO et progressivement intégré dans le corpus de traités de l'Union (depuis le traité d'Amsterdam : création d'un état-major européen, d'une agence de l'armement, notamment). Ces missions figurent également dans le traité de Lisbonne du 13 décembre 2007.

## Contenu des missions de Petersberg
Les missions de Petersberg comprennent, selon la formulation de l'article 43 du traité sur l'Union européenne : 
- les missions humanitaires et d'évacuation ;
- les missions de maintien de la paix ;
- les missions de forces de combat pour la gestion des crises, y compris les opérations de rétablissement de la paix.

## Historique
À l'origine, la décision des ministres réunis à Bonn à la mi-juin 1992 aboutissant à la définition des tâches de Petersberg a été précédée par un accord établi à la réunion ministérielle de l'OTAN du 2 juin 1992 tenue à Oslo. Cet accord de l'OTAN se limitait au départ à la prise en charge par les forces européennes des actions de maintien de la paix. Elles ont été élargies dans la déclaration du 19 juin 1992 du conseil des ministres européens aux missions humanitaires et au combat pour la gestion des crises.
Le traité de Lisbonne du 13 décembre 2007, entré en fonction au 1er décembre 2009, reprend ces missions à l'article 43 du traité sur l'Union européenne (nouvelle numérotation). Comme le traité constitutionnel de 2004, il ajoute de nouvelles missions à celles définies à Petersberg :
- les actions conjointes en matière de désarmement
- les missions de conseil et d'assistance en matière militaire
- les missions de prévention des conflits
- les opérations de stabilisation à la fin des conflits

Le traité établissant une constitution pour l’Europe qui ne sera jamais ratifié, traitait aussi de la politique européenne de sécurité et de défense (PESD), renommée « politique de sécurité et de défense commune » (PSDC). Elle devait continuer de faire partie intégrante de la politique étrangère et de sécurité commune (PESC) de l'Union européenne (UE). Cette politique inclut toujours la définition progressive d'une politique de défense commune de l'Union. Son objectif est de conduire à une défense commune, dès lors que le Conseil européen, statuant à l'unanimité, en aura décidé ainsi (article I-41).
Le fait que les capacités militaires des États membres et leurs visions en matière de sécurité et de défense diffèrent de manière substantielle explique que l'ex Constitution contenait des dispositions basées sur des arrangements flexibles et acceptables pour tous les États membres car respectant leurs orientations et leurs engagements politiques — et notamment la neutralité constitutionnelle de trois d'entre eux (l'Irlande, la Finlande et l'Autriche — qui n'étaient pas membres de l'OTAN; Finlande a rejoint l'alliance Nord Atlantique en 2023). De plus, le processus décisionnel en matière de politique de défense reste entièrement soumis à la règle du vote à l'unanimité.
Cependant, les dispositions du traité sur l'Union européenne (traité de Maastricht, tel que modifié par le traité de Nice) en matière de défense devaient être substantiellement renforcées, d'une part, par des dispositions d'application générale concernant tous les États membres et, d'autre part, par des dispositions permettant à un groupe d'États d'avancer plus rapidement que les autres sur certaines questions relatives à la sécurité et à la défense. Ces dispositions sont reprises par le futur traité de Lisbonne.

## Mesures d'application générale
Les nouvelles dispositions d'application générale concernent à la fois la « mise à jour » des tâches de Petersberg et l'insertion d'une clause de solidarité et d'une clause de défense mutuelle.
D'une part, la Constitution procède à la mise à jour des missions de Petersberg énumérées dans l'article 17, paragraphe 2, du traité UE auxquelles ont été ajoutées d'autres missions telles que les actions conjointes en matière de désarmement, les missions de conseil et d'assistance en matière militaire, les missions de prévention des conflits et les opérations de stabilisation à la fin des conflits. La Constitution précise également que toutes ces missions peuvent contribuer à la lutte contre le terrorisme (article III-309).
D'autre part, l'article I-43 de la Constitution introduit une clause de solidarité selon laquelle, si un État membre fait l'objet d'une attaque terroriste ou d'une catastrophe naturelle ou d'origine humaine, les autres États membres lui portent assistance. Dans ce cas, l'Union mobilise tous les instruments à sa disposition, y compris les moyens militaires mis à sa disposition par les États membres, afin de porter secours à l'État concerné. Cela s'ajoute à la nouvelle disposition en matière de protection civile (article III-284).
Enfin, l'article I-41, paragraphe 7, de la Constitution instaure une clause de défense mutuelle. Il s'agit d'une obligation de défense mutuelle liant tous les États membres (contrairement à la suggestion de la constitution européenne d'instaurer une coopération plus étroite à cet effet). Au titre de cette obligation, dans le cas où un État membre serait l'objet d'une agression armée sur son territoire, les autres États membres lui portent aide et assistance par tous les moyens en leur pouvoir. Cette obligation, qui n'affecte pas la neutralité de certains États membres, sera mise en œuvre en étroite coopération avec l'OTAN (Organisation du traité de l'Atlantique nord).

## Coopérations entre certains États membres
Selon l'article III-310 de la Constitution, le Conseil des ministres peut confier la mise en œuvre d'une mission militaire à un groupe d'États membres qui le souhaitent et disposent des capacités nécessaires pour une telle mission. Ces États membres, en association avec le futur ministre des Affaires étrangères de l'Union, conviennent entre eux de la gestion de la mission.
Par ailleurs, et afin d'améliorer et de rationaliser les capacités militaires des États membres, la Constitution prévoit la création d'une agence européenne dans le domaine du développement des capacités de défense, de la recherche, des acquisitions et de l'armement. Cette agence porte le nom d'Agence européenne de défense et non plus d'Agence de l'armement, comme le proposait le texte de la Convention. Elle est placée sous l'autorité du Conseil des ministres et sera ouverte à tous les États membres qui souhaitent y participer (article III-311). Le statut, le siège et les modalités de fonctionnement de cette agence seront fixés par une décision européenne du Conseil adoptée à la majorité qualifiée.
Inexistante dans le traité UE, la possibilité de recourir à une coopération renforcée permanente dans le domaine de la sécurité et de la défense est introduite par l'article III-312 de la Constitution. En effet, cet article prévoit la possibilité de mettre en place une coopération structurée permanente entre les États membres qui remplissent les critères et souscrivent aux engagements en matière de capacités militaires repris dans un protocole annexé à la Constitution. Cela constitue indéniablement une avancée majeure par rapport aux dispositions actuelles du traité UE relatives à la PESC. 
Les États membres qui souhaitent y participer doivent notifier leur intention au Conseil et au ministre des affaires étrangères. Dans un délai de trois mois, une décision européenne établit cette coopération fixant à la majorité qualifiée la liste des États membres participants. Il est possible d'y adhérer à un stade ultérieur et même de quitter cette coopération. En outre, un pays peut être suspendu si le Conseil décide qu'il ne remplit plus les critères. Mis à part la constitution du groupe, son élargissement, sa réduction ou la suspension d'un membre, toutes les autres décisions européennes ou les recommandations du Conseil dans le cadre de cette coopération sont adoptées à l'unanimité des États participants.

## Financement de la politique de défense
La Constitution maintient l'interdiction de mettre à la charge du budget général de l'Union les dépenses relatives à des opérations ayant des implications militaires ou dans le domaine de la défense. Ces dépenses restent à la charge des États membres selon la clé du produit national brut. Cependant, la Constitution prévoit l'adoption d'une décision européenne par le Conseil garantissant un accès rapide aux crédits du budget destinés au financement d'urgence pour des initiatives concernant les activités préparatoires des missions de Petersberg.
Par ailleurs, un fonds de lancement constitué de contributions des États membres est institué pour le financement des activités préparatoires des missions de Petersberg qui ne sont pas prises en charge par le budget général de l'Union. Les modalités de fonctionnement de ce fonds sont arrêtées par le Conseil des ministres statuant à la majorité qualifiée (article III-313).